# Габриелли, Франко
Франко Габриелли (итал. Franco Gabrielli; род. 13 февраля 1960, Виареджо) — итальянский префект и полицейский. Младший статс-секретарь аппарата правительства, ответственный за вопросы безопасности Республики (2021—2022).

## Биография
Окончил юридический факультет Пизанского университета, в 1985 году начал службу в полиции с должности заместителя комиссара с испытательным сроком.
6 апреля 2009 года в городе Л’Акуила произошло землетрясение, и в этот же день решением правительства Габриелли был назначен префектом этого города (в Италии — представитель центрального правительства на местах), а 1 мая дополнительно занял должность первого заместителя комиссара по чрезвычайным ситуациям области Абруцци и до 31 января 2010 года занимался ликвидацией последствий катастрофы.
В мае 2010 года назначен заместителем главы Департамента гражданской обороны, отвечая сначала за административные вопросы и авиационные средства ведомства, а затем — за его оперативную деятельность. 12 ноября 2010 года возглавил Департамент.
В 2015—2016 годах — префект Рима.
29 апреля 2016 года вступил в должность начальника полиции Италии.
25 февраля 2021 года назначен младшим статс-секретарём аппарата правительства Драги, ответственным за вопросы безопасности Республики, 1 марта приведён к присяге и вступил в должность.
22 октября 2022 года было сформировано правительство Джорджи Мелони, в котором Габриелли не получил никакого назначения, а 4 ноября 2022 года Альфредо Мантовано сменил его в должности младшего статс-секретаря аппарата правительства, ответственного за безопасность Республики.

## Награды
- Кавалер Большого Креста ордена «За заслуги перед Итальянской Республикой» (16 декабря 2016 года)[9].